# Hagenow
Hagenow es una ciudad situada en el distrito de Ludwigslust-Parchim, en el estado federado de Mecklemburgo-Pomerania Occidental (Alemania). Tiene una población estimada, a fines de 2022, de 12 399 habitantes.